# 3 Inches of Blood
3 Inches of Blood és un grup de heavy metal canadenc creat el 1999 a Victoria (Colúmbia Britànica) format actualment per Cam Pipes, Justin Hagberg, Shane Clark, i Ash Pearson, cap dels quals són membres originals del grup. Estan signats actualment amb Century Media Records i es caracteritzen per una forta influència del moviment de la New Wave of British Heavy Metal.

## Biografia

### Primers anys, i l'etapa deBattlecry Under a Wintersun
El grup va actuar en un principi amb només Jamie Hooper com a cantant abans de l'afegiment de Cam Pipes. Hooper, Sunny Dhak, i Bobby Froese es van reunir per fer un concert de retrobament una sola vegada per a un vell grup dels seus; no obstant això, les coses anaven tan bé que van decidir continuar amb un nou sobrenom. Pipes va escoltar el seu demo EP a la casa del teclista de Hot Hot Heat, Steve Bays, un vell amic i ex company de grup. Pipes, que a l'edat de 10 havia cantat en el cor de la seva escola, va demanar en un principi afegir algunes veus de demostració que ja havia gravat el grup, Sect of the White Worm, i es va convertir en un membre permanent del grup després que els resultats van ser de bon grat pel grup. El primer àlbum debut, Battlecry Under a Wintersun va ser gravat en 2002 i llançat en cooperació amb les discogràfiques Teenage Rampage i Fashion Before Function. Més tard va ser remasteritzat i reeditat pel grup sota el seu propi segell discogràfic titulat Minion Music. Aquest llançament va passar gairebé desapercebut fins que el segell de distribució del Regne Unit del grup va decidir col·locar-los com a suport per a una gira amb The Darkness. Aquesta exposició els va guanyar molta atenció de la crítica i l'aclamació en el món del metal underground, i van signar pel segell subsidiari Roadrunner Records en 2004.

### Advance and Vanquish

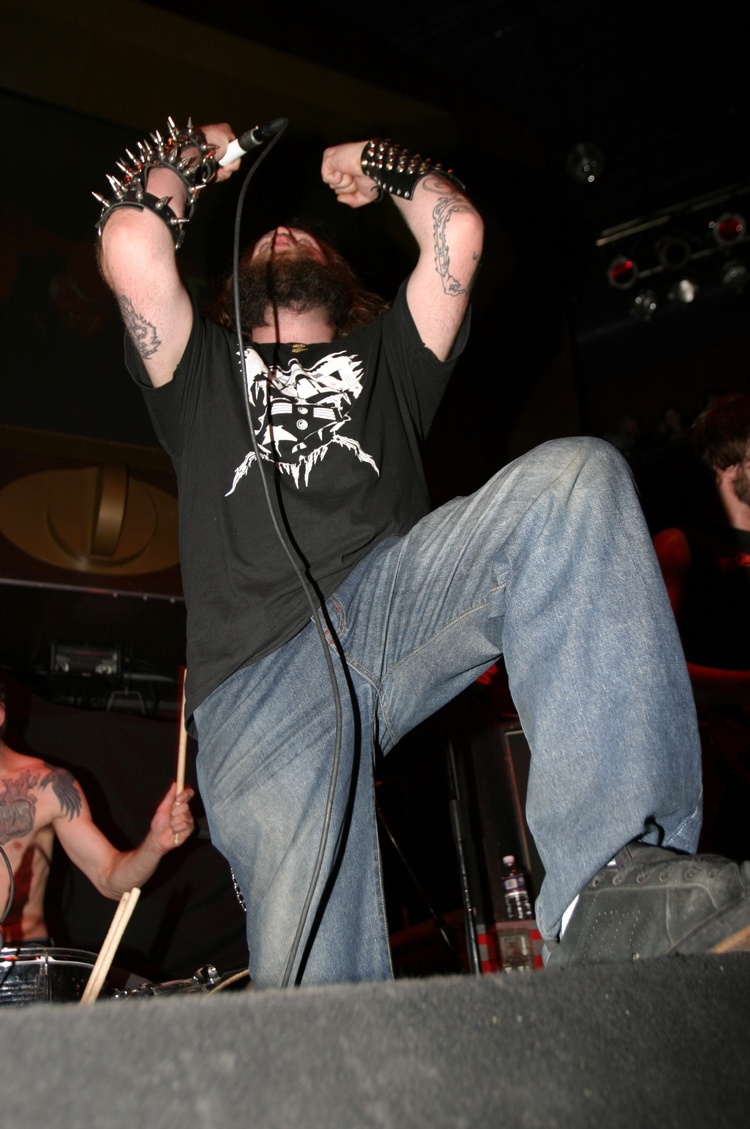
Cam Pipes live on stage

El 2004, el bateria original Geoff Trawick i el germà baixista Rich Trawick van deixar el grup. La substitució va ser Matt Wood del grup doom/sludge/noise de Vancouver Goatsblood, i Brian Redman. Els guitarristes originals com Sunny Dhak i Bob Froese van deixar el grup poc després de l'enregistrament en juliol de 2004 perquè "que ja no podien comprometre's a viatjar i eren necessaris per fer front a alguns assumptes personals". També s'havien compromès en un negoci que havien creat anomenat Bloodstone Press, una empresa de reunions i festes. Ara està desaparegut i juntament amb Mike Payette (que va ser el tercer dels quatre accionistes de Bloodstone Press) i Matt Wood (que també és un exmembre de 3 Inches of Blood des de juliol de 2005 i va ser reemplaçat per Alexei Rodriguez) van crear el grup de rock Pride Tiger.
El grup toca música més orientada a les guitarres dels 70 impulsades per grups de rock, perquè, com va declarar Wood, "[m]etal només esdevé el mateix una vegada i una altra. De totes maneres, jo no sóc realment un paio metal·ler. Cap de nosaltres ho som. Estic segur que si vostè mira les imatges de 3 Inches of Blood pot descobrir com en realitat no en pertanyem". Sunny i Bobby van ser reemplaçats per Justin Hagberg, que havia tocat prèviament amb Pipes a Allfather, un grup de black metal, i Shane Clark. Roadrunner va realitzar una campanya publicitària, i la cançó "Deadly Sinners" del segon llançament del grup Advance and Vanquish va aparèixer en nombroses compilacions, i tres videojocs (Tony Hawk's Underground 2, Saints Row 2, i Brütal Legend), creant un enorme bombo de premsa pel grup que va causar l'augment de la seva popularitat, amb l'oportunitat en l'agost de 2005 de fer gira amb Road Rage (amb grups com Machine Head i Chimaira) obtenint molts nous fans.
També en 2005, Justin Hagberg va gravar les guitarres en les cançons "Dawn of a Golden Age" i "I Don't Wanna Be (A Superhero)" per a Roadrunner United: The All Star Sessions. En octubre de 2006, el grup va obrir un espectacle per a Iron Maiden durant la gira pels Estats Units en 2006 de A Matter of Life and Death World Tour. L'actuació va tenir lloc al Verizon Wireless Amphitheatre a Irvine, Califòrnia.

### Fire Up the Blades
El grup va escriure completament el seu tercer àlbum d'estudi a Tacoma, Washington i van tocar les seves noves cançons en diversos llocs en les proximitats de Washington. En desembre de 2006, el grup va començar a gravar material pel seu següent àlbum al Armoury Studios de la seva ciutat natal, i va revelar que es titularia Fire Up the Blades, amb Joey Jordison, bateria de Slipknot com a productor. Una demo de "Goatrider's Horde" que va ser gravada a Seattle en la primavera de 2006 va estar posteriorment disponible en streaming en la web oficial de Roadrunner. Una altra demo de "Night Marauders" va aparèixer en el cinquè àlbum recopilatori anomenat Battle Metal que va ser publicat en l'edició 161 de la revista del Regne Unit Metal Hammer.
El grup va estar de gira pels Estats Units durant el gener i febrer de 2007 en suport de Cradle of Filth amb The 69 Eyes i en març de gira pel Regne Unit amb Biomechanical. El 22 de març de 2007, el grup va ser confirmat per tocar la segona fase en Ozzfest. El 6 d'abril de 2007, la pàgina web de la banda va ser completamenta redissenyada. Abans de l'alliberament de Fire Up the Blades, la banda va fer èmfasi que l'àlbum seria "més fosc, més fort i més perillós" que el seu debut amb Roadrunner Records. "Aquest àlbum està molt influenciat per la cervesa de baixa qualitat i escoltar black metal en la foscor", segons Hooper. "No sona com un black metal descarat, encara sona com nosaltres. Però és més ràpid, més intens
versió de nosaltres." Fire Up the Blades va ser llançat finalment el Japó el 28 de maig de 2007, i la resta del món el 26 de juny de 2007. Durant el Ozzfest Tour de 2007, Jamie Hooper no va ser capaç de cantar amb el grup, ja que estava experimentant problemes de coll, i va ser advertit pels metges que podia danyar la seva veu permanentment si no descansava. No va cantar en la gira Ozzfest ni la d'Operation Annihilation, cantant el guitarrista Justin Hagberg.
Després d'una baralla amb el bateria de Saxon, Nigel Glockler el 10 de novembre de 2007 al festival Hard Rock Hell al Regne Unit, 3 Inches of Blood van fer fora al bateria Alexei Rodriguez i va emetre una disculpa pel seu comportament. La baralla va deixar a Glockler amb ulleres trencades i un ull negre. Quatre guàrdies de seguretat van intervenir i van colpejar severament a Rodriguez, que va ser hospitalitzat amb una fractura de colze. Va ser reemplaçat per Ash Pearson (de Sound Of the Swarm & Just Cause) que més tard es va unir a la banda de manera permanent.

### Here Waits Thy Doom
Jamie Hooper va deixar el grup definitivament a finals de 2008 i no va actuar a Here Waits Thy Doom, pel que és el primer àlbum del grup sense comptar amb els membres originals. Hagberg va assumir les tasques vocals dures a temps complet.
La cançó "Beware The Preacher's Daughter" compta amb els quatre membres del grup de metal canadenc Bison BC (James Farwell, Dan And, Masa Anzai i Brad MacKinnon) cantant com a colla de cor.
3 Inches of Blood va actuar al Mayhem Festival 2010 de Rockstar. El 9 de setembre de 2010, el grup va llançar un videoclip per a la cançó "Silent Killer".
Una nova cançó, "Lords of Change" es va transmetre en els grups de Facebook del seu pròxim àlbum de 7 polzades anomenat Anthems For The Victorious.

### Long Live Heavy Metal
La nova cançó, "Leather Lord" va ser transmesa en streaming a través de Blabbermouth del seu nou àlbum Long Live Heavy Metal. Després es va realitzar un video musical de la mateixa cançó alliberat el 7 de setembre de 2012.

## Membres
Membres actuals
- Cam Pipes – cantant, baix ocasional (2001–actualitat)
- Shane Clark – guitarra (2004–actualitat)
- Ash Pearson – bateria (2007–actualitat)
- Justin Hagberg – guitarra (2004–actualitat), crits (2008–actualitat), baix (2013-actualitat)

Membres anteriors
- Jay Watts - guitarra (1999–2000)
- Sunny Dhak - guitarra (1999–2004)
- Bobby Froese – guitarra (1999–2004)
- Rich Trawick – baix (1999–2004)
- Geoff Trawick – bateria (1999–2004)
- Jamie Hooper – crits (1999–2008)
- Matt Wood – bateria (2004–2005)
- Brian Redman - baix (2004–2006) (mort en 2009)[20]
- Alexei Rodriguez – bateria (2005–2007)
- Nick Cates – baix (2006–2009)

Membres en concerts
- Steve Ericson - baix (2009–2011)
- Aaron "Boon" Gustafson - baix (2011)

## Discografia
Àlbums
- Battlecry Under a Wintersun (2002)
- Advance and Vanquish (2004)
- Fire Up the Blades (2007) EUA Núm. 147
- Here Waits Thy Doom (2009) EUA Núm. 195
- Long Live Heavy Metal (2012) CAN Núm. 92[21]

EPs
- Sect of the White Worm (2001)
- Trial of Champions (2007)
- Anthems For the Victorious (2011)[22]

Senzills
- "Ride Darkhorse, Ride" (2002)
- "Destroy the Orcs" (2003)
- "Deadly Sinners" (2004)
- "The Goatriders Horde" (2007)
- "Trial of Champions" (2007)
- "Battles and Brotherhood" (2009)
- "Silent Killer" (2010)
- "Metal Woman" (2012)